# Aya Kamikawa

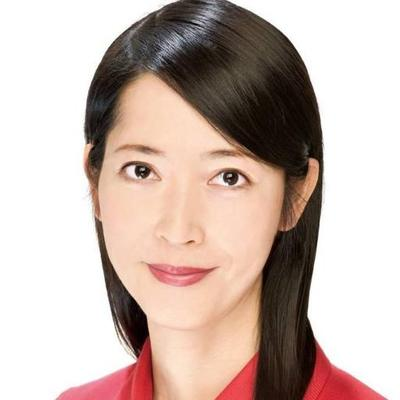
Aya Kamikawa (2015)

Aya Kamikawa (japanisch 上川 あや Kamikawa Aya; geboren am 25. Januar 1968 im Bezirk Taitō („Tokio“), Präfektur Tokio) ist eine japanische Kommunalpolitikerin, Abgeordnete im Parlament des Tokioter Bezirks Setagaya und LGBT-Aktivistin. Sie ist die erste transgeschlechtliche Kandidatin, die in Japan zur Wahl antrat und einen Sitz in einem Gemeindeparlament gewann.

## Leben und Wirken
Aya Kamikawa schloss 1990 ihr Studium an der betriebswirtschaftlichen Fakultät (keiei gakubu, engl. „School of Business Administration“) der Hōsei-Universität ab und begann zunächst im PR-Bereich für eine gemeinnützige Organisation zu arbeiten. Kamikawa begann 1995 mit einer geschlechtsangleichenden Hormonbehandlung, und 1998 wurde ihr die Diagnose „Geschlechtsidentitätsstörung“ durch einen Psychiater gestellt. Sie arbeitete einige Jahre lang in verschiedenen Unternehmen, bevor sie als Redakteurin von Zeitschriften über öffentliche Projekte in die Politik ging.
Sie hat Diskriminierung am Arbeitsplatz aufgrund ihrer Geschlechtsidentität und Sexualität erfahren; eine Bewerbung auf eine unbefristete Stelle war aufgrund fehlender Rechtsgrundlagen zur offiziellen Geschlechtsangleichung in Dokumenten nicht gegeben. Kamikawa wurde 2001 Mitglied des Komitees von Trans-net Japan, einer Selbsthilfegruppe für transgeschlechtliche Personen. Dort organisierte sie Treffen und öffentliche Veranstaltungen zu verschiedenen LGBT-Themen zur Unterstützung und zur Sensibilisierung der Gesellschaft.

„Ich habe mein Geschlecht geändert, weil ich wusste, dass ich anders bin, und weil ich spürte, dass zwischen meinem Körper und meinem Herzen keine Harmonie herrschte. Aber es war gar nicht so einfach, und das habe ich meinem Vater zu verdanken, der mich ermutigt hat, indem er mir sagte, ich solle tun, was ich für richtig halte.“

### Politische Karriere
Aya Kamikawa kandidierte 2003 parteilos bei den Wahlen zum Parlament des Bezirks Setagaya, Teil der einheitlichen Präfektur- und Kommunalwahlen, und war somit die erste transgeschlechtliche Kandidatin, die in Japan zur Wahl antrat und einen Sitz im Parlament gewann. Kamikawa erhielt 5.024 Stimmen und war damit unter 72 Kandidaten für die 52 Sitze auf Platz 6 sicher gewählt. Bei den Wahlen 2007, 2011, 2015 und 2019 wurde sie wiedergewählt.
Im Juli 2003 wurde das Gesetz über Sonderregelungen für den Geschlechtsstatus von Personen mit einer „Geschlechtsidentitätsstörung“ verabschiedet. Das Inkrafttreten des Gesetzes im Juli 2004 ebnete den Weg für Personen, die ihr Geschlecht im nationalen Register ändern lassen wollen. Bis Ende 2005 hatten 330 Personen ihr Geschlecht in amtlichen Dokumenten ändern lassen.
Als Mitglied der Gemeindeversammlung von Setagaya liegt Kamikawas politisches Wirken nicht nur auf LGBT-Themen. Insbesondere setzt sie sich für verschiedene unterrepräsentierte Gruppen von Minderheiten in der Gesellschaft ein. Ihre Unterstützung gilt behinderten Menschen, Alleinerziehenden, Obdachlosen und anderen Gruppen, für die sie positive gesellschaftliche Veränderungen schaffen will.
Bis 2017 blieb sie die einzige Kommunalpolitikerin in Japan, die öffentlich transgeschlechtlich war. Im März 2017 wurde Tomoya Hosoda als erster Trans-Mann in der Stadt Iruma, in Saitama nördlich von Tokio, gewählt.